# Стад де ла Ликон
Стад де ла Ликорн (фр. Stade de la Licorne) — домашняя арена ФК «Амьен». Стадион был открыт в 1999 году. Вместимость арены составляет 12 097 зрителей. Стадион выделяется архитектурным решением в виде стеклянного ограждения на всех 4 трибунах, закрывающих зрителей от дождя. Первым поединком, открывшим новый стадион, стал матч за Суперкубок Франции 1999 года между «Нантом» и «Бордо».